# Abatis

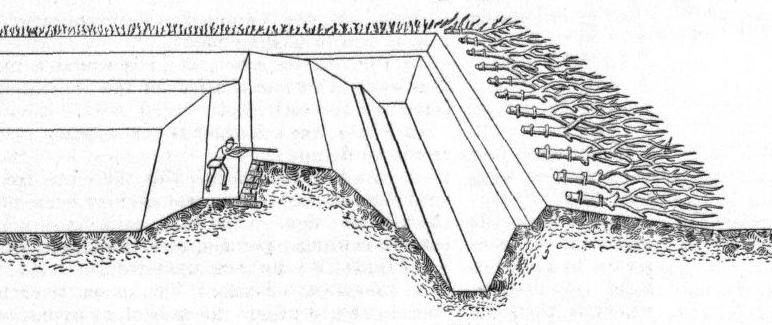
Abatises usats per mantenir l'enemic sota foc la major quantitat de temps possible.

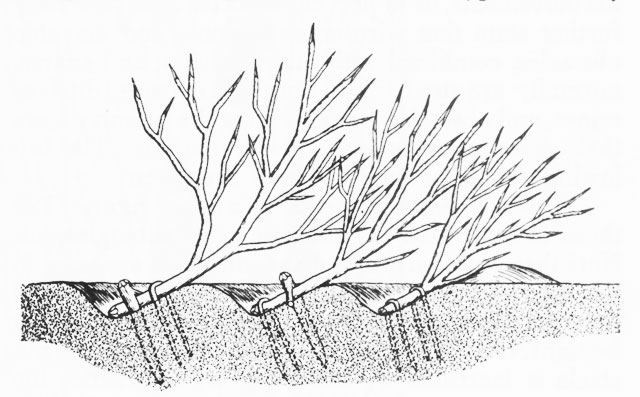
Abatis improvisats per tropes japoneses durant la Segona Guerra Mundial.

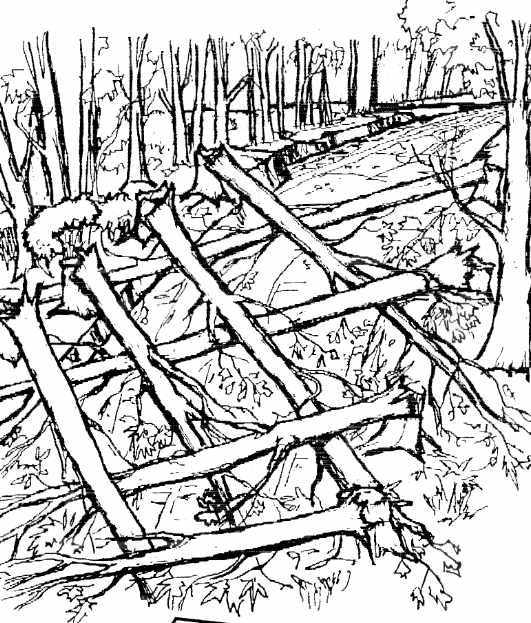
Abatis gegants, fets amb arbres sencers, poden constituir un efectiu obstacle antivehícles.

 Abatis ,  abattis  o  abbattis  (paraula francesa que significa "un munt de material apilat ') és un terme usat en defenses terrestres per designar un obstacle format per branques d'arbres posades en fileres, amb les puntes en direcció a l'enemic. Els arbres s'entrellacen o lligen amb filferro. Els abatis són usats sols o en combinació amb altres obstacles amb filferro.
Si bé van ser usats des dels temps de l'Imperi Romà, els abatis són rarament emprats avui dia, ja que van ser reemplaçats per defenses de filferro. No obstant això, pot ser usat com a reemplaçament o suplement del filferro de pues quan aquest escasseja. Es poden fer abatis gegants, amb arbres sencers en comptes de branques, que poden ser emprats com una improvisada defensa anti tanc.

## Avantatges i desavantatges
Un dels avantatges és que els abatis pot ser improvisats ràpidament en àrees arbrades. Això es pot dur a terme tallant una línia d'arbres de manera que les branques caiguin destorbant el pas de l'enemic. Una alternativa més ràpida, seria emprar explosius a la base dels troncs per així «fer caure» els arbres sense haver-los de tallar.
Un important desavantatge dels abatis, en contrast amb el filferro espinós, és que poden ser cremats pel foc. També, en el cas d'estar lligats amb una corda en comptes de filferro, la corda pot ser tallada fàcilment, i llavors els abatis poden ser arrossegats amb un ganxo fins a un lloc on no molestin.